# Тарасов, Геннадий Павлович
Генна́дий Па́влович Тара́сов (род. 14 сентября 1947) — советский и российский дипломат. Чрезвычайный и полномочный посол (1993).

## Биография
Окончил МГИМО в 1970 году. С того же года на работе в МИД СССР. 
В 1982—1986 годах — советник Постоянного представительства СССР при ООН в Нью-Йорке. (Интересно свидетельство израильского дипломата Анны Азари: «примерно с 1985 года начались первые секретные переговоры (Израиля) с СССР. Переговоры шли через Геннадия Тарасова»). В 1989—1990 годах — заместитель начальника Управления стран Ближнего Востока и Северной Африки МИД СССР, возглавлял отдел Израиля и Палестины. В 1990—1991 годах — чрезвычайный и полномочный посол СССР в Саудовской Аравии. В 1991—1996 годах — чрезвычайный и полномочный посол Российской Федерации в Саудовской Аравии.
В 1996—1998 годах — директор Департамента информации и печати МИД РФ. В 1998—2002 годах — чрезвычайный и полномочный посол Российской Федерации в Португалии. В 2002—2007 годах — чрезвычайный и полномочный посол Российской Федерации в Израиле. В 2007—2008 годах — посол по особым поручениям МИД РФ. С 2008 года — спецкоординатор ООН по выяснению судьбы пропавших без вести в ходе войны в Персидском заливе.

## Награды
- Орден Дружбы (6 декабря 2007) — За большой вклад в продвижение внешнеполитических интересов России на ближневосточном направлении и укрепление международных позиций Российской Федерации[9].
- Заслуженный работник дипломатической службы Российской Федерации (16 декабря 2012) — За большой вклад в реализацию внешнеполитического курса и укрепление международных позиций Российской Федерации, подготовку высококвалифицированных кадров и многолетнюю добросовестную работу[10].
- Знак почётного члена Фонда Андрея Первозванного (6 августа 2003).

## Дипломатический ранг
- Чрезвычайный и полномочный посланник 1 класса (18 октября 1990)[11]
- Чрезвычайный и полномочный посол (27 января 1993)[12]